# Страсбургер, Эдуард
Эдуард Адольф Страсбургер (нем. Eduard Adolf Strasburger; 1844—1912) — немецкий ботаник польского происхождения; внёс существенный вклад в развитие цитологии. Первооткрыватель деления ядер у растений (1875) и слияния ядер при оплодотворении цветковых растений (1884).

## Краткая биография
Эдуард Страсбургер родился в 1844 году в Варшаве, в семье Эдуарда Богумила Страсбургера (1803—1874). Учился в Париже, затем в Боннском и Йенском университетах, изучая естественные науки. Докторскую диссертацию писал в Йене, работая под руководством Натаниэля Прингсхайма (1823—1894). Стал доктором философии в 1867 году после защиты диссертации в Варшавском университете.
С 1867 года — доцент ботаники в Варшавском университете, с 1869 года — профессор в Йенском университете. С 1881 года — профессор ботаники в Боннском университете и, одновременно, директор принадлежащего университету ботанического сада.

## Работы
Большинство работ Страсбургера связано с микроскопическими исследованиями и относятся к морфологии и анатомии растений, им были обнаружены многие ранее неизвестные явления в процессе деления клеток и процессах оплодотворения цветковых растений.
В 1875 году им было установлено, что процессы деления ядра в клетках растений протекают так же, как в клетках животных, то есть одинаково для всех живых организмов.
В 1884 году Страсбургер стал первым учёным, который наблюдал у цветковых растений процесс слияния мужского ядра (ядра сперматозоида) с ядром яйцеклетки.
Страсбургер был одним из основателей знаменитого учебника ботаники для высшей школы Lehrbuch der Botanik für Hochschulen, первое издание которого вышло в 1894 году (в 2002 году вышло 35-е издание этого учебника на немецком языке, а в 2007 году — перевод этого издания на русский язык).
Страсбургер также известен своими работами в области методики применения микроскопической техники в ботанике — многократно издававшимся «Малым ботаническим практикумом» и более полным «Ботаническим практикумом» (Das botanische Practicum).
Страсбургер ввёл в научный обиход термины гамета (1877), анафаза, метафаза, профаза и мейоз (1884), гаплоидный и диплоидный (1905), полиплоидия (1910).
Некоторые работы:
- Über Zellbildung und Zelltheilung, несколько изданий.
- Die Befruchtung bei den Farnkräutern, СПб., 1868.
- Die Befruchtung bei den Coniferen, Йена, 1869.
- Die Coniferen und die Gnetaceen, Йена, 1872.
- Über Azolla, Йена, 1872.
- Studien über Protoplasma, Йена, 1876.
- Über Befruchtung und Zelltheilung, Йена, 1877.
- Über Polyembryonie, Йена, 1878.
- Die Angiospermen und die Gymnospermen, Йена, 1879.
- Über Bau und Wachsthum der Zellhäute, Йена, 1882.
- Über den Theilungsvorgang der Zellkerne, Бонн, 1882.
- Über Befruchtungsvorgang bei den Phanerogamen etc., Йена, 1884.
- Über den Bau und die Verrichtungen der Leitungsbahnen in den Pflanzen, Йена, 1891.
- Strasburger, Eduard; Fritz Noll[англ.], Hobart Charles Porter, Heinrich Schenck, Andreas Franz Wilhelm Schimper. A Text-book of Botany / Translated by Hobart Charles Porter. — Macmillan Publishers, 1898. — С. 632 pages.

## Семья
В 1870 году Страсбургер женился на Александре Юлии Вертхайм (нем. Aleksandra Julja Wertheim, 1847—1902). У них родилось двое детей:
- Анна (Anna, 1870—?),
- Юлиуш (Juliusz)[нем.] (1871—1934) — медик (терапевт), профессор.

Внук Эдуарда Страсбургера, сын Юлиуша, Герман Страсбургер (1909—1985) был историком, профессором. Внучатая племянница Мэри Коэн вышла замуж за физиолога и эволюциониста Джареда Даймонда.

## В честь Страсбургера
В 1876 году французский ботаник Эрнест-Анри Байон назвал в честь Эдуарда Страсбургера род цветковых растений из Новой Каледонии — Strasburgeria Baill. (Страсбургерия). В современной системе классификации APG III (2009) этот род вместе с родом Иксерба (Ixerba) образует семейство Страсбургериевые (Strasburgeriaceae) в составе порядка Кроссосомоцветные (Crossosomatales).